# Seguenzia trispinosa
Seguenzia trispinosa är en snäckart som beskrevs av Watson 1888. Seguenzia trispinosa ingår i släktet Seguenzia och familjen Seguenziidae. Inga underarter finns listade i Catalogue of Life.